# Hypopigmentierung
Als Hypopigmentierung oder Depigmentierung bezeichnet man ein Symptom, das durch eine verminderte Anzahl Melanozyten oder verminderte Bildung des Pigments Melanin gekennzeichnet ist. Hypopigmentierungen können angeboren oder erworben sein. Sie betreffen vor allem Haut, Haare und Iris. In der Dermatologie gehören sie zu den Sekundäreffloreszenzen. Sie können gleichmäßig (diffus) verteilt oder an umschriebenen Stellen (zirkumskript) auftreten.

## Ursachen

### Angeborene Hypopigmentierung
- Albinismus
- Angelman-Syndrom
- Naevus achromicus
- Piebaldismus
- Poliosis
- Prader-Willi-Syndrom
- Waardenburg-Syndrom
- Fanconi-Anämie Typ FANCI oder andere[1]

### Erworbene Hypopigmentierung
- Canities
- Sheehan-Syndrom
- Progeria adultorum
- Simmonds-Kachexie
- Leucoderma syphilicum
- Sutton Naevus
- Vitiligo
- Atopisches Ekzem
- Pityriasis simplex
- Pityriasis versicolor alba
- Kwashiorkor
- Lepra
- Pinta
- Narben
- Schuppenflechte